# Ryszard Szostak
Ryszard Szostak – polski prawnik, radca prawny, doktor habilitowany nauk prawnych, nauczyciel akademicki na Uniwersytecie Ekonomicznym w Krakowie, specjalista w zakresie prawa zamówień publicznych i prawa cywilnego.

## Życiorys
Absolwent Wydziału Prawa i Administracji Uniwersytetu Jagiellońskiego (administracja 1981, prawo 1982). Zatrudniony w Akademii Ekonomicznej w Krakowie od 1982 r.  Arbiter z zakresu zamówień publicznych z listy Prezesa UZP w latach 1995–2004, członek Rady Zamówień Publicznych w latach 2008–2019. Od 2009 r. redaktor naczelny kwartalnika „Prawo Zamówień Publicznych”. W 1993 r. uzyskał stopień doktora nauk prawnych na podstawie rozprawy pt. „Umowy o przejęcie obowiązków wykonywania świadczeń gwarancyjnych - zagadnienia konstrukcyjne”, przygotowanej pod kierunkiem prof. Czesławy Żuławskiej. Habilitował się w 2004 r. na Wydziale Prawa i Administracji UJ na podstawie rozprawy: Przetarg nieograniczony na zamówienie publiczne – zagadnienia konstrukcyjne. Kierownik Katedry Prawa Administracyjnego i Zamówień Publicznych w Instytucie Prawa Uniwersytetu Ekonomicznego w Krakowie.
Specjalizuje się w zakresie prawa cywilnego gospodarczego, administracyjnego, finansowego i zamówień publicznych. Jego zainteresowania badawcze dotyczą problematyki zawierania umów i konkursów, funkcjonowania umów o świadczenie usług i o roboty budowlane, kar umownych, rękojmi za wady, gwarancji jakości oraz zabezpieczania ściągalności roszczeń, udzielania i wykonywania zamówień publicznych, prawa samorządowego i gospodarki komunalnej, zasad wydatkowania środków publicznych, a także finansowania zamówień publicznych.  